# Artisia
Artisia eller Mosomane är en ort (village) i distriktet Kgatleng i Botswana. 